# تجربه (فیلم ۱۹۸۴)
تجربه (به کنادا: Anubhava) و (به انگلیسی: Experience) فیلمی هندی محصول سال ۱۹۸۴ و به کارگردانی کاشینات است. در این فیلم بازیگرانی همچون کاشینات، آبهینایا و اوماشری ایفای نقش کرده‌اند.